# Cotesia acauda
Cotesia acauda är en stekelart som först beskrevs av Léon Abel Provancher 1886.  Cotesia acauda ingår i släktet Cotesia och familjen bracksteklar. Inga underarter finns listade i Catalogue of Life.